# Poliana weiglei
Poliana weiglei är en fjärilsart som beskrevs av Heinrich Benno Möschler 1887. Poliana weiglei ingår i släktet Poliana och familjen svärmare. Inga underarter finns listade i Catalogue of Life.